# Gunung Paribuan
Gunung Paribuan is een bestuurslaag in het regentschap Deli Serdang van de provincie Noord-Sumatra, Indonesië. Gunung Paribuan telt 303 inwoners (volkstelling 2010).